# 夢幻スパイラル
『夢幻スパイラル』（ムゲンスパイラル）は、草凪みずほによる日本の漫画作品。『花とゆめ』（白泉社）にて読み切りとして掲載後、2004年4号から2004年19号まで連載された。全2巻。

## あらすじ
鈴鹿家78代目当主の弥生は強力な霊力を持つ霊術師。鬼族の王になるため弥生の霊力を狙った温羅だったが、返り討ちにあい黒猫の姿にされてしまう。鬼の力も封印された温羅は仕方なく猫の姿のまま弥生の家に居候することになる。

## 登場人物

### 主要人物
鈴鹿弥生（すずかやよい）
遥か昔より受け継がれてきた霊術師の家系に生まれ、現在は鈴鹿家の78代目当主。108もの霊魂を受け継ぐなど強力な霊力をもっており悪霊から人間の魂を守るため日々戦う。“父の寺と母の霊力を継ぎ人々から一切の悪霊を払う霊術師になる”という両親との約束を心の支えとしており、それは弥生の信念のようにもなっている。父親は優しく母親は厳しい家庭に育つが、両親が亡くなり一人になってからも何でも独りでやろうとする性分のためか親戚に頼ることもなく一人暮らしをしていた。
霊力を狙い襲ってきた鬼の温羅を猫神珠を使って封印し、黒猫となった温羅をそのまま拾ったことで共に暮らすようになる。温羅とは互いに憎まれ口を叩いたり喧嘩も絶えないが、その強さは認めており時には封印を解き鬼の姿に戻して共闘することもある。
頑固な性格で弱みを見せまいと頑張りすぎるところがあり傷を抱えても独り胸の奥に秘めておくタイプ。また言葉にしていなくても温羅や白耀の本当の気持ちを自然と汲み取ったり、怪我をした温羅を治癒能力で治したりと優しく慈悲深い一面がある。同時にゴキブリを物ともせず撃退したり悪霊を素手で殴り飛ばすなど美少女な外見に反してパワフルさも持ち合わせる。
基本的に温羅に対しては猫や子供を見るような態度で接することが多いが、力を奪おうとする時や弥生を面白がって口説いている時の温羅には戸惑い恥ずかしがる様子も見られる。
温羅（うら）
弥生の霊力を狙い人間界にやってきた鬼。鬼世界の王“阿羅久王”の息子で倒れた父に代わり鬼族の王になるため弥生の霊力を求めた...と考えられていたがその実、温羅が求めていたのは父を癒すための弥生の治癒能力であった。鬼の能力として雷を駆使して戦う。
鬼世界と人間界では時の流れが違うため弥生より遥かに年上だが何歳かは不明。鬼の世界では強くて面倒見がよかったためアイドル的存在だったが人間界に来てからは肩の荷が降りたのか少し幼稚返りしている。プライドが高くガサツで乱暴だが身内や一度認めた相手には心を許す。弥生に封印されてからは黒猫の姿か人間の姿でいることが多くなっている。
鬼の姿では強大な力を使うことができ身体も丈夫だが、人間の姿の時は力も使えずただの人間になる。猫の姿になると猫じゃらしに反応したり爪とぎをしたくなったりと行動も猫っぽくなり、今では近所の野良猫とも仲が良くなり皆から慕われている。
外見も鬼の姿では長めの髪をゆるく編み込んで左に流しているが、人間の姿になると短髪になり角や耳、爪の鬼らしい特徴も無くなる。唯一、額の傷だけは鬼・人・猫の姿を問わず共通にある。また、鬼族なのもあってかなりの美形。瞳の色は金色。
敵である自分に情けをかける弥生に苛立ちを感じることもあったが、生活を共にする中で彼女が持つ強さや優しさに触れ惹かれていく。弥生の着替え中に平気で部屋に入ったり、ベッドに侵入し隣で寝ていたり、どさくさに紛れて身体を触ったりその自由な振る舞いで度々弥生から叱られている。弥生には弱みを握られがちな温羅だが弥生が男慣れしていないことを知った後、時々甘い言葉をかけてはその反応を楽しむようになる。しかし、からかっていることがバレると容赦なく弥生にシバかれ返り討ちにあっている。

### 鬼族
白耀（はくよう）
温羅より3つ年下の従弟で鬼の世界での王族の1人。華奢な身体に中性的な顔も相まり男性だが女性と見間違われるほどの美人。青みがかったプラチナブロンドの髪に紫の瞳をしている。幼少時からずっと温羅にひっついて育ったので温羅とはほとんど兄弟のような関係である一方、温羅の弟・皇雅とは犬猿の仲。鬼の能力として風を操り、幻術を使う。
自称・温羅の愛人で玉の輿を画策している。封じられた温羅を元に戻すため人間界にやってきて弥生を狙うが敵わず、温羅にも牽制されてしまったため現在は弥生の家に居ながら温羅や弥生の様子を伺っている。
ひねくれているが、実は周りをよく見ており冷静な判断が下せる大人な人物。すっかり人間界に馴染んでしまっている温羅に喝を入れると同時に弥生に対して情が湧き始めている温羅をとても不安に思っている。幼いころから温羅に憧れており、常に温羅を想い行動しているため自分を犠牲にしがちなところがあり、その点を弥生も心配している。弥生の作ったプリンが好き。
皇雅（おうが）
温羅より3つ年下の弟で阿羅久王の息子の1人。糸目だが整った顔立ちをしている。幼いころは温羅に憧れ、兄の強さに見合う弟でありたいと純粋な気持ちを抱いていただけだったが、周囲の評価が兄ばかりに向けられることに嫉妬し歪んだ感情を持つようになる。光の力を手に入れることが出来なかったため禁じられた闇の力に手を染め、その力を使い父に呪詛をかける。次期王になることで温羅への強いコンプレックスを払拭しようしており人間界に来て温羅を襲撃している。その際、闇の力で白耀や弥生に阿羅久王に施したものと同じ、相手を死へと導く闇の傷をつける。
阿羅久王（あらくおう）
鬼族の王で温羅と皇雅の父親。病に倒れた...と考えられていたが、原因は病ではなく皇雅がかけた呪詛によるものであった。温羅や皇雅への教育は彼らが幼いころから厳しかったようで、特に長男の温羅に対してはかなりスパルタだった模様。
橘花（きつか）
阿羅久王の妻で温羅と皇雅の母親。美人だが怒らせると怖い。
久世（くぜ）・久次（くじ）
人間を殺すことを趣味とする鬼の2人組。人間の子供の姿で弥生と接触し、弥生から零輪鍵を奪い霊力を狙う。後に加勢した温羅と零輪鍵を奪い返した弥生により退治される。
李遼（りりょう）
霊感が強い人間を求めて海中に潜んでいた鬼。色んな地域の海に滞在していたため関西や東北などの方言が混じった話し方をする。熱中症で気を失っていた弥生から霊力を奪おうとするが温羅に阻止される。
無津（むつ）
力の暴走で闇に呑まれかけていた皇雅を救出し連れ去った謎の男。皇雅以上の闇使いで皇雅に闇の力の使い方を教えた。

### その他
明憧（めいどう）
弥生が受け継いだ108の霊たちの一人。元は江戸時代の忍びだった。スピードで彼の右に出る者はおらず弥生に憑依して戦うこともできる。女に弱いようで弥生の他に巫女の夢見さんにも力を貸している様子だがその他に協力者がいるかは不明。
鈴鹿弓月（すずかゆづき）
弥生の母親であり故人。鈴鹿家77代目当主。実力ある霊術師だったが悪霊退治中に夫と2人して亡くなる。弥生への躾は厳しかったが愛情深い人物。雲外鏡によって弥生の過去へと飛ばされた温羅達を歓迎する。その際、皇雅につけられた闇の傷によって衰弱していた弥生を治癒能力によって治す。
鈴鹿喜平（すずかきへい）
弥生の父親であり故人。霊力も無い普通の人間で寺の住職をしていた。娘の弥生には常に優しい人物だった。

## 用語
霊力（れいりょく）
言わば霊感とも言える。手に入れればより強大な力を手に入れることができるため、多くの鬼が欲している。鬼は人間の口から霊力を奪う。
霊術師（れいじゅつし）
霊術を使って様々な悪霊や怨霊を祓い、人々を守る者。霊術の一つである治癒能力は自身に使うことはできない。
鈴鹿の霊術師は遥か昔より唯一、鬼に対抗できうる力を持っていたため鬼から霊力を狙われている。
猫神珠（ねこがみしゅ）
邪封じの数珠で猫神珠はその別名。猫の骨でできた特殊な数珠で昔は妖を服従させるために使われていた。
猫神珠によって封印されたことで温羅は鬼の力を封じられ姿も猫になる。普段は首輪のようになっており自分から外すことができない。また、猫神珠が首から外れたとしても人間の姿になるだけで封印は解かれない。封印を解くためには大本である珠の力を破壊しなければならない上、完全に封印を解くためには54個の珠全てを破壊する必要がある。
零輪鍵（れいりんけん）
鈴鹿の霊術師だけが持つのを許された幽界門を開く鍵で霊を召喚するために使われる。腕輪のような形状をしており普段は弥生の腕にはめられている。白耀の攻撃から弥生の身を守ったり身に着けているだけでも何らかの効果がある模様。
雲外鏡（うんがいきょう）
鈴鹿家にあった道具の一つ。妖の真の姿や人の記憶や未来を見せる鏡。この鏡によって弥生と温羅はまだ弥生が幼く、両親が存命だった時代に飛ばされることになる。
108の霊魂
霊術師として弥生が受け継いだもので弥生を助けてくれる存在。霊は本来人間に支配されないので彼らとは服従ではなく協力という関係で結ばれている。中には特定の術師だけでなく数人に力を貸す霊もいる。
骸冥（がいめい）
弥生が使役する霊の一つで人の負の心を吸収する闇の霊獣。相手の殺気が強ければ強いほど暴走する。
鬼族（おにぞく）
太古より人を脅かす魔物で“その美しさは人々を惑わしその力は天地を揺るがす”と伝えられている。
数百年に一度王になるための試練として、地上の人間の中でも強い霊力を持つ者を喰らい力を奪うことが課せられている。そのために鬼は人間から吸収した霊力を自らのエネルギーへと変えることができ、その中で最も強い力を得た者が次期王になれる。
夢幻郷（むげんきょう）
鬼たちが住まう地。
雷魔斬（らいまざん）
温羅が扱う雷を駆使した技名。雷を様々な形状に変えることで飛ばしたり、剣のようにして敵を斬ったりとその使い方は多様。
烈風撃（れっぷうげき）
白耀が扱う風を駆使した技名。白耀の持つ槍のような長い杖から風を鋭く放つ。
闇の力
複数の鬼を殺して集めた恐怖や怨念を増幅したものであり禁忌の力とされている。闇の力によって攻撃を受けた部分は黒く染まっていき肉を腐らし、やがて相手を死に至らしめる。しかし、強大な力故に使いすぎると使用者の身を滅ぼす。皇雅はこの力を使い阿羅久王や弥生たちを苦しめる。

## 書誌情報
- 草凪みずほ 『夢幻スパイラル』 白泉社 〈花とゆめコミックス〉 全2巻
  1. 2004年9月17日発行、ISBN 4-592-18808-X - 1話から6話収録
  2. 2005年2月18日発行、ISBN 4-592-18156-5 - 7話から10話および特別編・番外編を収録